# Samoëns
Samoëns és un municipi francès situat al departament de l'Alta Savoia i a la regió d'Alvèrnia-Roine-Alps. L'any 2007 tenia 2.368 habitants.

## Demografia

### Població
El 2007 la població de fet de Samoëns era de 2.368 persones. Hi havia 1.014 famílies de les quals 336 eren unipersonals (182 homes vivint sols i 154 dones vivint soles), 292 parelles sense fills, 293 parelles amb fills i 93 famílies monoparentals amb fills.
La població ha evolucionat segons el següent gràfic:
Habitants censats

### Habitatges
El 2007 hi havia 4.447 habitatges, 1.040 eren l'habitatge principal de la família, 3.287 eren segones residències i 121 estaven desocupats. 1.313 eren cases i 3.119 eren apartaments. Dels 1.040 habitatges principals, 661 estaven ocupats pels seus propietaris, 298 estaven llogats i ocupats pels llogaters i 81 estaven cedits a títol gratuït; 41 tenien una cambra, 150 en tenien dues, 247 en tenien tres, 271 en tenien quatre i 332 en tenien cinc o més. 841 habitatges disposaven pel capbaix d'una plaça de pàrquing. A 594 habitatges hi havia un automòbil i a 340 n'hi havia dos o més.

### Piràmide de població
La piràmide de població per edats i sexe el 2009 era:
| Homes | Edats   | Dones |
| ----- | ------- | ----- |
| 4     | 95 o +  | 0     |
| 8     | 90 a 94 | 8     |
| 16    | 85 a 89 | 24    |
| 12    | 80 a 84 | 36    |
| 40    | 75 a 79 | 52    |
| 44    | 70 a 74 | 68    |
| 48    | 65 a 69 | 92    |
| 36    | 60 a 64 | 44    |
| 56    | 55 a 59 | 52    |
| 60    | 50 a 54 | 84    |
| 80    | 45 a 49 | 60    |
| 108   | 40 a 44 | 100   |
| 104   | 35 a 39 | 116   |
| 120   | 30 a 34 | 92    |
| 81    | 25 a 29 | 68    |
| 24    | 20 a 24 | 36    |
| 61    | 15 a 19 | 88    |
| 100   | 10 a 14 | 80    |
| 80    | 5 a 9   | 56    |
| 60    | 0 a 4   | 44    |

## Economia
El 2007 la població en edat de treballar era de 1.554 persones, 1.162 eren actives i 392 eren inactives. De les 1.162 persones actives 1.114 estaven ocupades (590 homes i 524 dones) i 48 estaven aturades (23 homes i 25 dones). De les 392 persones inactives 155 estaven jubilades, 131 estaven estudiant i 106 estaven classificades com a «altres inactius».

### Ingressos
El 2009 a Samoëns hi havia 1.141 unitats fiscals que integraven 2.447,5 persones, la mediana anual d'ingressos fiscals per persona era de 18.751 €.

### Activitats econòmiques
Dels 456 establiments que hi havia el 2007, 2 eren d'empreses extractives, 7 d'empreses alimentàries, 1 d'una empresa de fabricació de material elèctric, 7 d'empreses de fabricació d'altres productes industrials, 36 d'empreses de construcció, 72 d'empreses de comerç i reparació d'automòbils, 4 d'empreses de transport, 107 d'empreses d'hostatgeria i restauració, 6 d'empreses d'informació i comunicació, 9 d'empreses financeres, 49 d'empreses immobiliàries, 33 d'empreses de serveis, 109 d'entitats de l'administració pública i 14 d'empreses classificades com a «altres activitats de serveis».
Dels 97 establiments de servei als particulars que hi havia el 2009, 1 era una oficina d'administració d'Hisenda pública, 1 gendarmeria, 1 oficina de correu, 4 oficines bancàries, 3 tallers de reparació d'automòbils i de material agrícola, 2 paletes, 4 guixaires pintors, 9 fusteries, 5 lampisteries, 5 electricistes, 3 empreses de construcció, 3 perruqueries, 1 veterinari, 38 restaurants i 17 agències immobiliàries.
Dels 42 establiments comercials que hi havia el 2009, 1 era un hipermercat, 1 una gran superfície de material de bricolatge, 4 botiges de menys de 120 m², 3 fleques, 1 una fleca, 1 una peixateria, 8 botigues de roba, 2 sabateries, 2 botigues d'electrodomèstics, 1 una botiga d'electrodomèstics, 16 botigues de material esportiu, 1 una botiga de material de revestiment de parets i terra i 1 una joieria.
L'any 2000 a Samoëns hi havia 50 explotacions agrícoles que ocupaven un total de 1.886 hectàrees.

## Equipaments sanitaris i escolars
Els 2 equipaments sanitaris que hi havia el 2009 eren farmàcies.
El 2009 hi havia 1 escola maternal i 2 escoles elementals. Samoëns disposava d'un col·legi d'educació secundària amb 217 alumnes.

## Poblacions més properes
El següent diagrama mostra les poblacions més properes.